# NGC 228
NGC 228 é uma galáxia espiral barrada (SBab) localizada na direcção da constelação de Andromeda. Possui uma declinação de +23° 30' 12" e uma ascensão recta de 0 horas, 42 minutos e 54,5 segundos.
A galáxia NGC 228 foi descoberta em 10 de Outubro de 1879 por Édouard Jean-Marie Stephan.